# Amphineurus castroensis
Amphineurus (Amphineurus) castroensis là một loài ruồi trong họ Limoniidae. Chúng phân bố ở vùng Tân nhiệt đới.